# 디시디아 파이널 판타지
디시디아 파이널 판타지(Dissidia Final Fantasy)는 2008년 12월 18일 PSP로 발매된 파이널 판타지 시리즈 20주년 기념 액션 RPG 게임이다.
| 등장인물         | 등장인물            |
| ---------------- | ------------------- |
| 파이널 판타지    | 워리어 오브 라이트  |
| 파이널 판타지    | 가랜드              |
| 파이널 판타지 2  | 프리오닐            |
| 파이널 판타지 2  | 황제                |
| 파이널 판타지 3  | 어니언 나이트       |
| 파이널 판타지 3  | 어둠의 구름         |
| 파이널 판타지 4  | 세실 하비           |
| 파이널 판타지 4  | 골베자              |
| 파이널 판타지 5  | 바츠 클라우저       |
| 파이널 판타지 5  | 엑스데스            |
| 파이널 판타지 6  | 티나 브랜포드       |
| 파이널 판타지 6  | 케프카 팔라초       |
| 파이널 판타지 7  | 클라우드 스트라이프 |
| 파이널 판타지 7  | 세피로스            |
| 파이널 판타지 8  | 스퀄 레온하트       |
| 파이널 판타지 8  | 얼티미시아          |
| 파이널 판타지 9  | 지탄 트라이블       |
| 파이널 판타지 9  | 쿠쟈                |
| 파이널 판타지 10 | 티다                |
| 파이널 판타지 10 | 젝트                |
| 파이널 판타지 11 | 샨토토              |
| 파이널 판타지 12 | 가브라스            |
| 디시디아 시리즈  | 코스모스            |
| 디시디아 시리즈  | 카오스              |
| 디시디아 시리즈  | 루페인의 시드       |
| 디시디아 시리즈  | 신룡                |